# ギグ
ギグ（英: gig）は、音楽の演奏において、
- 小さなライブハウスなどでの短いセッション（大きな会場でのコンサートの際には使用しない）
- クラブなどで一度だけ演奏すること（ジャズミュージシャンから広まった）

などを指すスラング（俗語）である。

## 概要
本来は、特に職種を問わず、単発（日雇い）または短い期間の労働を示す言葉である。語源は諸説が入り交じっているため、正確な意味は不明である。
日本では小規模な演奏会を指しており、駅前などにおいて展開する路上ライブのことをバンド間で「ギグ」と呼称する場合があったが、今やこの用法では死語となった。広くは音楽産業の業界用語として理解されており、ロック音楽などのライブ全般の呼称として、規模にかかわらず用いられる。例えば、甲斐バンドは、都有5号地（現在の東京都庁舎の敷地）で行い、3万人近く観客を集めた野外イベントを「THE BIG GIG」と銘打って開催した。また、BOØWYは、日本武道館、東京ドームと、どれだけ会場が大きくなろうとも、コンサートを「GIG」と題していた。海外での使用例としては、ピンク・フロイドのアルバム『狂気』に収録されている楽曲「The great gig in the sky」などがある。